# Образование ацтеков
Систе́ма образова́ния ацте́ков — это комплекс педагогических мер древнеацтекского общества, включающий различные способы воспитания и просвещения детей, подростков, юношей и девушек. Целью этих мер было сформировать основные навыки человека, сообразно тем требованиям, которые предъявлялись как для конкретной профессии, так и в целом к каждому члену общества. Система образования представляет собой многолетний опыт народа, а потому обуславливает передачу этого опыта через поколения, его закрепление и развитие, обуславливающее прогресс.
Принято выделять две основные стадии образовательного процесса детей ацтеков: дошкольный (первичное образование на дому) и школьный (обучение в специальных учреждениях). Поскольку в ацтекском обществе существовала грань между привилегированными и непривилегированными слоями, дети, принадлежащие тому или иному роду, также обучались по специальной программе и имели различные возможности.

## Домашнее образование
Домашнее образование начиналось с четырёхлетнего возраста, когда ребёнок активно начинал усваивать информацию. Дети рядовых членов ацтекского общества с раннего детства приобщались к труду. Мальчики, непосредственным учителями которых были отцы, сначала выполняли мелкие поручения, связанные с физическим трудом, а позже учились основам ремесла, охоты, рыбной ловли (например, управление каноэ, создание несложных орудий). Характерной особенностью ацтекского воспитания было внушение мальчикам их исключительной роли — предназначение воевать и быть храбрыми на поле боя. Девочки, за которыми следили в основном матери, также приобщались к труду. Поскольку основная роль женщины в быту сводилась к созданию домашнего уюта, порядка, а в целом — к тому, чтобы быть хорошими жёнами и матерями, девочек учили кулинарному мастерству, прядению и многому, что должно пригодиться ей в будущем.
До шестилетнего возраста образование детей носило преимущественно нравоучительный характер, то есть в случаях, нарушающих этические устои ацтекского общества, родители обходились наставлениями и советами по поводу того, что стоит делать, а чего нельзя. Начиная с шести лет в качестве воспитательной меры начинают применяться силовые методы, принуждение и наказание. Неповиновение родителям в этом возрасте было нечастым явлением, но если такое происходило, то родители прибегали к «розгам». Самым распространённым наказанием было «наказание перцем». Провинившегося держали над дымом от костра, в который заранее был подкинут перец. В некоторых случаях перцем намазывали глаза. За ложь часто просто били, либо прокалывали губу колючкой, отдающей горечью, и запрещали её вынимать. За особо тяжкие случаи неповиновения или за вину, граничащую с нарушением законов ацтекского общества, связывали и на ночь оставляли на улице (часто в грязи или в луже).
Домашнее обучение детей знатных членов общества было также направлено на формирование основных навыков. Особенно рано учились военному делу потомки аристократии, представители воинов-орлов и воинов-ягуаров. Раннее военное образование позволяло им опередить своих сверстников из обычных семей на несколько лет, когда те были вынуждены доказывать свою подготовленность в бою взятием в плен. В системе дошкольного воспитания и образования знати присутствовали основы тех отраслей знаний, которые им предстояло изучать в школах.

## Школьное образование
Школы ацтеков были государственными и делились на два вида: дома молодёжи (тельпучкалли) и школы знатных (кальмекак). В первой обучались дети с 15 лет, принадлежавшие к обычным гражданам, ремесленникам и земледельцам. Соответственно, предметы, которые они изучали в таких школах, были направлены на более совершенное практическое усвоение тех навыков, которые были необходимы для занятия хозяйством. Особое место отводилось военной подготовке, так как в случаях войн рекрутировались простолюдины. Учителя (пипильтины — воины в отставке) формировали основные навыки ведения ближнего (рукопашного, с копьём) и дальнего боя (с оружием типа атлатль или лук), военной тактики, манёвра и многое другое.
Школы для привилегированных детей предлагали бо́льшие возможности для своих учеников. В них преподавали математику, астрономию, письмо, политику, религию, литературу и историю. Учителями были мудрецы (тламатиниме), готовящие будущих жрецов, сановников и военачальников. В отличие от учеников тельпучкалли дети знатных семей воспитывались сексуальным воздержанием, то есть не могли себе позволить сексуальных отношений.
Некоторые девушки в школьный период обучались также в специальных учреждениях, готовящих будущих жриц. Помимо религии в них преподавали и иные дисциплины, способствующие развитию навыков ткачихи или поварихи.